# ۳۲۶ (پیش از میلاد)
۳۲۶ (پیش از میلاد) ۳۲۶مین سال قبل از تقویم میلادی است.